# Waitsfield (condado de Washington)
Waitsfield es un lugar designado por el censo ubicado en el condado de Washington en el estado estadounidense de Vermont. En el año 2010 tenía una población de 164 habitantes.

## Geografía
Waitsfield se encuentra ubicado en las coordenadas 44°11′25″N 72°49′32″O / 44.19028, -72.82556.